# Governatorato di Deir el-Zor
Il governatorato di Deir el-Zor è uno dei quattordici governatorati, in Siria. Il capoluogo è la città di Deir el-Zor.

## Geografia fisica
Si trova nella Siria orientale, al confine con l'Iraq.  Ha una superficie di 33.060 km² e una popolazione di 1.202.000 (2010).

## Distretti
Il governatorato è diviso in 3 distretti (manatiq) che sono ulteriormente suddivisi in 14 sottodistretti (nahiyah):
- Deir el-Zor (7 sottodistretti)
  - Deir el-Zor
  - Al-Kasrah
  - Al-Busayrah
  - Al-Muhasan
  - Al-Tabni
  - Khasham
  - Al-Suwar

- Abu Kamal (4 sottodistretti)
  - Abu Kamal
  - Hajin
  - Al-Jalaa
  - Al-Susah
- Mayadin (3 sottodistretti)
  - Mayadin
  - Diban
  - Al-Asharah

## Storia
Nel 2014 le forze dello Stato islamico massacrarono 900 membri della tribù Al-Shaitat nel governatorato, a seguito di resistenza all'occupazione dello Stato Islamico della zona.